# Фантазія 2000
«Фантазія 2000» (англ. «Fantasia 2000») — музичний мультфільм студії «Дісней», знятий в 1999 році, через 60 років після мультфільму «Фантазія». Як конферансьє виступили знамениті кіноактори і телеведучі. Всього вісім частин. Кожна частина фільму має самостійний сюжет, а сполучними лапками між епізодами слугують невеликі кіновставки за участю філадельфійського оркестру.
Епізод «Учень чаклуна» запозичений з першого мультфільму.

## Український дубляж
Фільм дубльовано студією «Le Doyen» на замовлення «Disney Character Voices International».
- Режисер дубляжу — Ольга Чернілевська
- Перекладач — Надія Бойван

Ролі дублювали:
- Михайло Войчук — Тейлор
- Валерій Легін — Стів Мартін
- Олег Лепенець — Іцхак Перлман, Джеймс Лівайн
- Ніна Касторф — Бетт Мідлер, Анджела Ленсбері
- Роман Чорний — Джеймс Джонс
- Юрій Кудрявець — Пенн, Міккі Маус
- Андрій Мостренко — Стоковскі
- Євген Шпірка — Дональд Дак